# Gumieniec (przystanek kolejowy)
Gumieniec – nieczynny przystanek osobowy w Gumieńcu, w powiecie bytowskim, w województwie pomorskim, w Polsce.